# LZ 128
Der Zeppelin LZ 128 war ein geplantes Nachfolgemodell des Luftschiffs LZ 127 „Graf Zeppelin“. Das Projekt kam trotz weit fortgeschrittener Planungen nicht über die Konzeptionsphase hinaus, sodass das Luftschiff nie konstruiert wurde.
Die Konstruktion von LZ 128 war in weiten Teilen vom erfolgreichen Vorgänger LZ 127 abgeleitet, sollte aber kürzer jedoch breiter werden. Geplant war, das Schiff mit einer Länge von 233,5 Metern und einem Durchmesser von 38,74 Metern zu konstruieren. Das Traggasvolumen wurde mit 155.000 Kubikmetern (andere Quellen sprechen von 165.000 Kubikmetern) festgelegt, was 150 % des Volumens des LZ 127 entsprochen hätte. Das Schiff war als Passagierluftschiff konzipiert und sollte 25 zahlende Gäste (andere Quellen sprechen von der doppelten Kapazität von LZ 127) und 10 Tonnen Fracht befördern können. Erstmals in einem Zeppelin sollte sich der Passagierbereich im Rumpf des Luftschiffs befinden, womit der Gondel eine rein technische Bedeutung zukam.
Nach dem Unglück des britischen Starrluftschiffes R101 im Oktober 1930 wurde das Projekt im November 1930 verworfen. Beim R101-Unglück waren die meisten Opfer nicht durch den relativ glimpflichen Aufprall, sondern durch das anschließende Wasserstofffeuer zu beklagen.
Dieses Ereignis öffnete auch den deutschen Luftschiffbauern bei der Luftschiffbau Zeppelin GmbH die Augen für die Gefahren der Wasserstofffüllung. Sie verwarfen LZ 128 und konstruierten stattdessen ein deutlich größeres Luftschiff, um das unbrennbare Edelgas Helium als Traggas verwenden zu können. Helium erzeugt etwa acht Prozent weniger Auftrieb als Wasserstoff und war damals nur in den Vereinigten Staaten in begrenzten Mengen verfügbar. Dieses seinerzeit größte je gebaute Luftschiff (ebenso groß war auch LZ 130) erhielt die Bezeichnung LZ 129 und wurde später auf den Namen „Hindenburg“ getauft. Das Unglück des „Hindenburg“-Zeppelins, an dem das Traggas Wasserstoff einen entscheidenden Anteil hatte, sollte als eine der größten Tragödien der Luftfahrt in die Geschichte eingehen.